# Normálalak
A normálalak egy matematikai jelölésmód valós számok leírására (a nulla kivételével). A természettudományokban elterjedt a használata, mert könnyebbé teszi a nagyon nagy, ill. nagyon kicsi számok kifejezését, összehasonlítását és a velük való számolást is.
A normálalak olyan szorzat formájában fejezi ki a számokat, amelynek első tényezője abszolút értékben 1-nél nem kisebb, 10-nél kisebb szám (1≤n<10 vagy –10<n≤–1), második tényezője pedig 10-nek egész kitevős hatványa (a kitevő 0 és negatív egész szám is lehet). Az első tényező fejezi ki a számjegyeket (mantissza), a második a nagyságrendet (karakterisztika).
Például:
- 25 000 = 2,5 · 104
- −80 = −8 · 101
- 0,009 = 9 · 10−3

A számok mérnöki normálalakjában a 10 kitevője hárommal osztható, ezért a mantissza nagyságrendje ennek megfelelően akár ezres is lehet. Ez az alak a mértékegység-rendszerhez alkalmazkodik.
Egyéb számok, kifejezések, mátrixok, terek valamilyen szempontból normalizált felírását is nevezik normálalaknak.

## Nagyságrendek összehasonlítása
A számok normálalakja nemcsak azt teszi lehetővé, hogy a nagy számokat kezelhetőbb, rövidebb alakban írjuk fel, de nagyban megkönnyíti két szám nagyságrendbeli különbségének megállapítását is. Például
- egy proton tömege 0,0000000000000000000000000016726 kg, azaz 1,6726×10−27 kg, és
- egy elektron tömege 0,00000000000000000000000000000091093822 kg, azaz 9,1093822×10−31 kg.

A nagyságrendbeli különbséget a kitevők különbsége adja. A -27 nagyobb, mint a -31, a különbség 4, ezért a proton tömege négy nagyságrenddel, azaz 10 000-szer nagyobb, mint az elektron tömege.
A normálalakban történő felírással elkerülhetők a különböző nyelveket beszélők közötti félreértések. Például a magyar trillió 1018-t jelent, míg az angol trillion 1012-t jelenti.

## Műveletek
Legyen két szám normálalakja
{\displaystyle x_{0}=a_{0}\times 10^{b_{0}}}
és
{\displaystyle x_{1}=a_{1}\times 10^{b_{1}}}
A szorzás és osztás a hatványozás azonosságainak segítségével végezhetők el:
{\displaystyle x_{0}x_{1}=a_{0}a_{1}\times 10^{b_{0}+b_{1}}}
és
{\displaystyle {\frac {x_{0}}{x_{1}}}={\frac {a_{0}}{a_{1}}}\times 10^{b_{0}-b_{1}}}
Példa a szorzásra:
{\displaystyle 5,67\times 10^{-5}\times 2,34\times 10^{2}\approx 13,3\times 10^{-3}=1,33\times 10^{-2}}
Példa az osztásra:
{\displaystyle {\frac {2,34\times 10^{2}}{5,67\times 10^{-5}}}\approx 0,413\times 10^{7}=4,13\times 10^{6}}
Az összeadás és kivonás műveleteihez mindkét számot azonos kitevőre kell hozni, így a számok alapjain elvégezhetjük az összeadás vagy kivonás műveleteit.
{\displaystyle x_{0}=a_{0}\times 10^{b_{0}}}
{\displaystyle x_{1}=a_{1}\times 10^{b_{1}}\rightarrow c\times 10^{b_{0}}}
Végezzük el az összeadást vagy kivonást:
{\displaystyle x_{0}\pm x_{1}=(a_{0}\pm c)\times 10^{b_{0}}}
Egy példa:
{\displaystyle 2,34\times 10^{-5}+5,67\times 10^{-6}=2,34\times 10^{-5}+0,567\times 10^{-5}\approx 2,907\times 10^{-5}}